# Anggun
Anggun Cipta Sasmi, poklicno znana samo kot Anggun, indonezijska pop pevka, * 29. april 1974, Džakarta, Indonezija.